# Ingerana xizangensis
Ingerana xizangensis és una espècie de granota que viu a la Xina.